# أدريان ثورب
أدريان ثورب (بالإنجليزية: Adrian Thorpe)‏ هو دبلوماسي بريطاني، ولد في 29 يوليو 1942 في كامبريدج في المملكة المتحدة.